# Kreuger
Kreuger eller Kreüger är en borgerlig svensk släkt från Kalmar, med ursprung från Svenska Pommern i Tyskland, varifrån Johan Kröger (död 1739) skall ha emigrerat i början av 1700-talet. Till släktens mest kända medlemmar hör svenska amiralen Johan Henrik Kreüger, och "tändstickskungen" Ivar Kreuger. Enligt en etymologisk tolkning av Gösta Bergman, skulle namnet betyda "krögare", efter ordet krog, på fornsvenska krogher från det medeltida, lågtyska kroch — i böjd form kroges och i dagens tyska krug, Tyskans krug betyder emellertid krus på svenska, vilka kan ses i Johan Henrik Kreügers heraldiska vapen som skall ha liknat det vapen som använts av släktingar i Pommern.
Vapen: Sköld: I blått en hjärtsköld av guld med tre blå krus ordnade ett över två. Blått hjälmtäcke fodrat med guld. Hjälmprydnad: En svensk örlogsflagga framför en på spetsen stående officersvärja och ett ankare av guld.

## Det heraldiska vapnet
Amiralen Johan Henrik Kreuger använde 1813 ett heraldiskt vapen som skall ha liknat det vapen som använts av släktingar i Pommern. Detta vapen bekräftades 1822 när han av kungen av Preussen, Fredrik Vilhelm III av Preussen, erhöll orden Pour le Mérite.

## De första generationerna

### Släktens ursprung
Släkten ansågs i början av 1900-talet (av bland andra Gustaf Elgenstierna) härstamma från sjökapten David Kröger, vilken skulle ha invandrat till Sverige från Wismar i Tyskland omkring år 1700 och ha avlidit i Kalmar 1730. Att David Kröger skulle vara stamfader till släkten Kreuger i Kalmar har avfärdats av bland andra Ernst E. Areen i uppsatsen Kalmarsläkten Kreuger (1930) och Hans Gillingstam i Svenskt biografiskt lexikon. Bagargesällen Johan Kröger, vilken tidigare räknades som son till David Kröger, betraktas numera som den äldste med säkerhet belagde släktmedlemmen i den släkt med namnet Kreuger som har sitt ursprung från Kalmartrakten.

### Johan Kröger
Bagargesällen Johan Kröger (död 1739) invandrade från Tyskland i början av 1700-talet. Han fick burskap för bagerirörelse i Kalmar i oktober 1710. Hans bageriverksamhet utvecklade sig mycket bra och han förvärvade flera fastigheter i Kalmar. Han gifte sig första gången 1710 med Helena Schultz som dock avled samma år. Om hans första äktenskap med Helena gav något barn är oklart. Johan Kröger tillskrivs dock tre söner. Sönerna ändrade efternamnets stavning från Kröger till Kreüger, där u angavs med trema som ü, men med oförändrat uttal, en ändring som förmodas ha sitt ursprung i den tidens modespråk franskan. Tremat har bland många senare generationer fallit bort och uttalet av släktnamnet ändrats till [kry:'gər]. Konstnären Nils Kreugers namn uttalas dock med öppet ö, Kröger. Johan Krögers söner:
- Peter Kreüger blev ämbetsman vid amiralitetskollegiet i Karlskrona.
- Sven Kreüger blev bagare som sin far i Kalmar och fick titeln kronobagare, det vill säga brödleverantör till militären i Kalmar.
- Anders Kreüger (1720–1778), se nedan.

### Anders Kreuger (1720-1778)
Anders Kreuger blev först löjtnant vid Kalmar regemente och startade därefter en verksamhet som kopparslagare och fick burskap som sådan i Kalmar 1746. Vid sidan av kopparslageriet bedrev han även en affärsrörelse inom fastighetsbranschen. Han blev kopparslagarmästare och ålderman inom kopparslageri. Han gifte sig med en änka till en annan kopparslagare i Kalmar, Maria Bodecker och införlivade hennes rörelse i sin egen. Anders Kreuger och Maria Bodecker fick flera barn. Genom deras söner, tullförvaltaren Johan Fredrik Kreüger (1753–1823) och handlanden Peter (eller Petter) Kreuger (1758–1807) delades släkten upp i två huvudgrenar, den äldre vars medlemmar i regel skriver sig Kreüger och den yngre vars medlemmar skriver sig Kreuger (undantag från denna grundprincip har dock förekommit, bland andra ingenjören Henrik Kreüger, vilken tillhörde den yngre grenen).

## Äldre grenen
Anders Kreugers äldste son, Johan Fredrik Kreüger (1753–1823), blev tulltjänsteman och flyttade så småningom till Borgå i Finland där han fick ett arbete som tullförvaltare. Från Johan Fredrik stammar en av de finska grenarna av släkten Kreuger. Hans ättlingar kom i huvudsak att ägna sig åt den militära banan. Johan Fredrik Kreuger gifte sig första gången 1780 med Anna Sara Cederhvarf (1760–1799) och andra gången 1801 med Agata Charlotta Ivendorff (1774–1850). 
En av hans söner i första äktenskapet med Anna Sara var sjöofficeren och uppfinnaren Johan Henrik Kreüger (1782–1858) som i slutet av sin militära karriär 1857 utsågs till amiral för den svenska flottan. Dennes söner var akademisekreteraren och skriftställaren Johan Kreüger (1818–1902), sjömilitärerna Carl Henrik Kreüger (1822–1898) och Oscar Fredrik Kreüger (1824–1907) samt generalmajor Claes Kreüger (1826–1891). En av Johan Fredriks söner i andra ätenskapet var överste Carl Christian Kreüger (1803–1865).

## Yngre grenen

### Peter Kreuger (1758–1807)
Peter (eller Petter) Kreuger var född i Kalmar. Han gifte sig 1786 med Ulrika Åbrandt (1766–1821). Paret fick sonen Anders Lorentz Kreuger (1791–1859). Peter Kreuger bedrev diversehandel och även en rederirörelse. Han hade dock inte några större framgångar i sina rörelser och 1791 försattes han i konkurs. 

### Anders Lorentz Kreuger (1791–1859)
Anders Lorentz Kreuger gifte sig 1819 med Maria Callerström (1794–1868). Han blev en framgångsrik företagare i Kalmar som bedrev grossiströrelse inom trävaruhandeln och även en rederirörelse. Han utsågs till vice konsul i Kalmar för Ryssland. Anders Lorentz Kreuger och Maria Callerström fick minst tre söner och en dotter:
- Pehr Edward Kreuger (1820–1894), gift 1846 med Carolina Amalia von Sydow (1820–1893), som tillsammans med Joseph Jennings, gift med Pehr Erwards syster Elisabeth, övertog sin fars rederirörelse.
- Johan August Kreuger (1821–1887), gift 1852 med Christina Elisabet Lidman (1831–1878), som övertog trävarurörelsen. De fick fem barn, däribland konstnären Nils Kreuger (1858-1930).
- Erik Lorentz Kreuger (1823–1913), gift 1857 med Carolina Eleonora Sophia Brusenius (1820–1888), lantbrukare som gick in som kompanjon med Frans Otto Åberg i hans Fredriksdahls Tändsticksfabrik i Kalmar.
- Elisabeth Kreuger, gift Jennings.

### Pehr Edward Kreuger
Joseph Jennings hade invandrat från England och medförde en betydande förmögenhet som han satte in i den nybildade firman P.E. Kreuger & Jennings. Joseph avled efter några år. Pehr Edward blev ensam ägare till firman och fortsatte verksamheten under samma företagsnamn. Per Edward Kreugers företag utvecklade sig mycket starkt och han blev så småningom en av Kalmars mest förmögna personer. Vid sidan av handels- och rederirörelsen engagerade han sig också i industriell verksamhet och anlade Emsfors pappersbruk vid Emån.
År 1871 övertog Pehr Edward tillsammans med sin bror Erik Lorentz Kreuger, Fredriksdahls tändsticksfabrik genom bolaget P.E. Kreuger & Jennings som kom att bli grundstenen till familjen Kreugers tändsticksimperium. Erik Lorentz hade några år tidigare skaffat sig ett visst ägarintresse i fabriken. Per Edward Kreuger efterträdde sin far som vice konsul i Kalmar för Ryssland.
Pehr Edward och Carolina Amalia von Sydow fick sex söner och två döttrar. Fem av deras barn var:
- Hilma Amalia Kreuger (född 1847), gift 1870 med sjökapten Carl von Diederichs (född 1838).
- Oscar Lorentz Kreuger (född 1848), gift 1874 med Ebba Sparre af Söfdeborg (född 1855).
- Ernst August Kreuger (1852–1946), gift med Jenny Emelie Kreuger (1856–1949), född Forssman i Kalmar, dotter till en lantmätare som var direktör för lantmäteriet i Transvaal i Sydafrika. Ernst blev disponent (motsvarande VD) för Fredriksdahls tändsticksfabrik och startade tillsammans med sin bror Fredrik Kreuger (född 1858) två andra tändsticksfabriker; Mönsterås tändsticksfabrik och Kalmar tändsticksfabrik.
- Carolina Maria (Lina) Kreuger (född 1856), gift 1878 med lektor Gotthard Magnus Gullberg.
- Fredrik Kreuger (född 1858), gift 1892 med Emily Griffins, etablerade en grossiströrelse i tändsticksbranschen i London på 1880-talet varvid Ernst Kreuger i huvudsak ensam svarade för driften av brödernas tre tändsticksfabriker i Kalmartrakten.

### Oscar Lorentz Kreuger
Oscar Lorentz Kreuger drev en egen firma i Kalmar. Oscar Lorentz fick två söner; Erik Kreüger utbildade sig till bankman, och blev sedermera direktör i Sveriges Riksbank och Henrik Kreüger som fick en professur i byggnadsteknik vid KTH i Stockholm och som under många år arbetade som konsult för den byggfirma Kreuger & Toll som Ivar Kreuger och Paul Toll grundade 1908.

### Ernst August Kreuger
Ernst August Kreuger och Jenny Emelie fick fyra döttrar och två söner:
- Ingrid (1877–1973)
- Helga (1878–1969)
- Ivar (1880–1932), grundare 1917 av Svenska Tändsticksaktiebolaget (STAB), sedermera Swedish Match.
- Torsten (1884–1973) som planerade och byggde upp Kalmar tändsticksfabrik för sin far och farbror.
- Greta (1889–1982)
- Britta (1891–1985)

### Ivar Kreuger

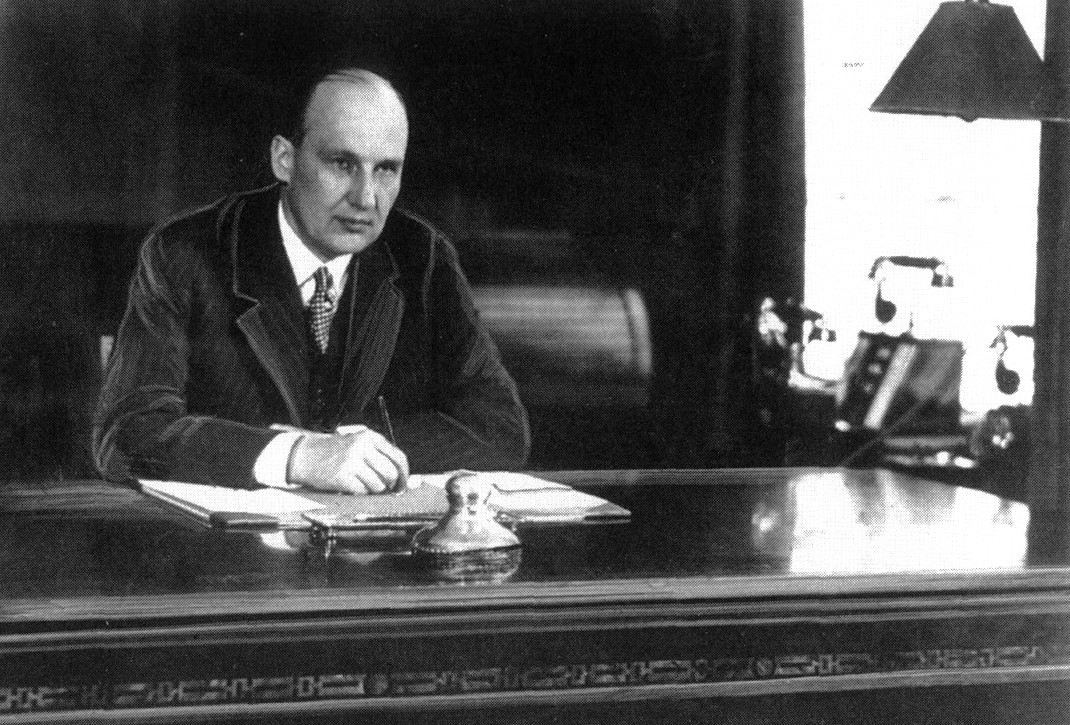
Ivar Kreuger omkring 1930 vid sitt skrivbord på Svenska Tändsticks AB:s huvudkontor, det s.k. Tändstickspalatset.

Ernst och Fredriks tändsticksfabriker fick ekonomiska problem 1912. Det var i detta skede som Ernst son, Ivar Kreuger, med hjälp av Oscar Rydbeck trädde in i familjens tändsticksverksamhet och grundade i maj 1912 AB Kalmar-Mönsterås Tändsticksfabrik. Huvuddelen av aktiekapitalet tecknades av Ernst Kreuger och Fredrik Kreuger (från London). Ivar ingick i styrelsen och hans bror Torsten Kreuger utsågs till verkställande direktor. Under 1930 svarade koncernen för nära 64 procent av den totala omsättningen på Stockholms fondbörs. Ivar Kreugers företagsimperium var då högt belånat och befann sig i en allvarlig likviditetskris sedan finansiärerna börjat säga upp lånen i början av 1930-talet. Kreuger försökte rädda situationen med att ta upp nya lån under februari 1932 via den Svenska riksbanken och de största bankerna i Sverige men det hela slutade med att Kreuger avled av ett dödande skott den 12 mars 1932 i Paris, några dagar före ett planerat möte i Berlin med riksbankchefen Ivar Rooth.
Den 12 mars 1932, mitt på dagen, fann man Kreuger skjuten till döds i sin lägenhet i Paris. Detaljerna kring Ivar Kreugers död har inte blivit helt klarlagda. Den officiella förklaringen är dock att Ivar begick självmord, i första hand beroende på den svåra ekonomiska kris som hans imperium hade försatts i under 1931 och som kulminerat under februari-mars 1932 som enbart Ivar Kreuger personligen insåg vidden av genom att han inte hade delgett styrelsen all information, men som hade avslöjats om riksbanken hade fått ta del av alla detaljer i koncernens ekonomiska situation, vilket var riksbankens och Ivar Rooths avsikt att reda ut vid det planerade mötet i Berlin, ett möte som dock aldrig kom till stånd. Kreugers död ledde till den så kallade Kreugerkraschen, Kreugerkoncernens ekonomiska sammanbrott och konkurs 1932 och den ekonomiska kris som följde därav i Sverige när många mindre investerare, både enskilda personer, mindre företag och bankirfirmor som investerat i Kreugerpapper drabbades hårt, och antalet konkurser blev omfattande. Delar av tändsticksimperiet återuppstod 1936 i företaget Svenska Tändsticks Aktiebolaget.

### Torsten Kreuger

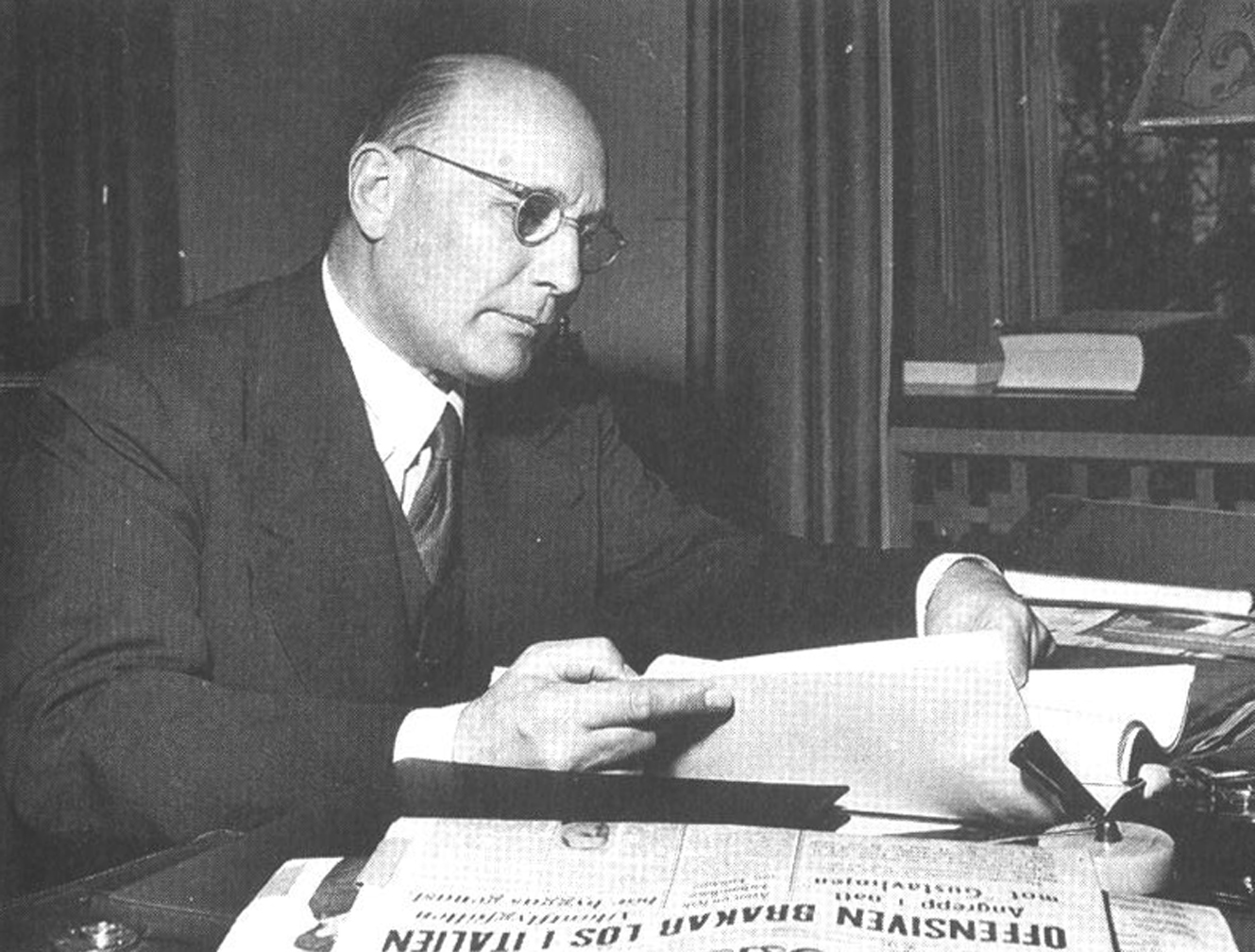
Torsten Kreuger i sitt kontor i Stockholm 1943.

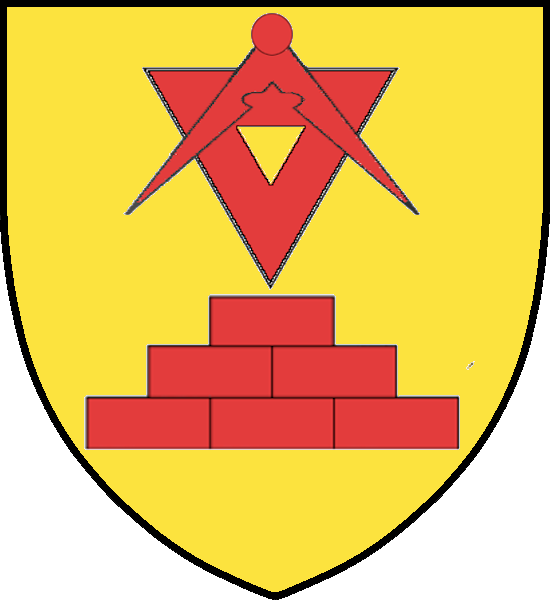
Torsten Kreugers heraldiska vapen, vilket kan ses på Häringe slott

Ivar Kreugers bror, ingenjören Torsten Kreuger, byggde på uppdrag av sin far och farbror upp Kalmar tändsticksfabrik 1905, som han var chef för fram till 1912 då AB Kalmar-Mönsterås Tändsticksfabrik grundades på brodern Ivar Kreugers initiativ. Kreuger lämnade sin brors företagsgrupp omkring 1914 och flyttade upp till Stockholm för att inleda en ny karriär utanför tändsticksindustrin där han byggde upp en företagsgrupp kring holdingbolaget Industri AB Standard. 1917 förvärvade han Hjo Bank. Han förvärvade 1925 Blå Jungfrun, som han sen skänkte till staten för att ombilda ön till nationalpark. Kreuger blev riddare av Kungl. Nordstjärneorden 1925. 
Han förvärvade och bodde från 1929 på Häringe slott i Västerhaninge socken, från 1926 på Villa Kvikkjokk och från 1930-talet på Villa Ekudden båda på Djurgården i Stockholm. Från 1927 ägde han Stockholms Dagblad, Stockholms-Tidningen och Aftonbladet. 
Torsten Kreuger var argentinsk vicekonsul i Kalmar 1911-1925 och polsk generalkonsul i Stockholm 1926-1932.
Han dömdes 1932 till ett års straffarbete för de oegentligheter som han ansågs ha varit ansvarig för som verkställande direktör för Högbroforsens Industri AB som 1920 hade övertagits av holdingbolaget Kreuger & Toll och som efter Ivar Kreugers död 1932 i samband med Kreugerkraschen försattes i konkurs. Efter avtjänat straff sökte Torsten Kreuger resning i målet vid fyra tillfällen, men Högsta domstolen biföll inte någon av dessa. Den sista resningsansökan avslogs 1960. När hemligstämpeln efter trettio år ströks på en mängd dokument runt brodern Ivars död, publicerade han först boken Kreuger & Toll (1963), där han beskrev hur företaget Kreuger & Toll liksom övriga företag i Kreugerkoncernen hade tagits över efter broderns död. År 1965 publicerade Torsten Kreuger boken Sanningen om Ivar Kreuger, i vilken han drev tesen att Ivar blivit mördad.  
Efter Kreugerkraschen utvecklade Torsten Kreuger en egen affärsverksamhet, baserad på ägande av Stockholms-Tidningen och fastigheter. Torsten Kreuger lät också utforma ett eget heraldiskt vapen, en vinkelhake överlagd med en passare över trappsteg, vilket kan ses med övriga vapen på Häringe slott utanför Nynäshamn.
Mot slutet av sitt liv var han bosatt i Genève. 
Torsten Kreuger hade följande barn:
- I första äktenskapet med Elsa Anne Cecilia Tamm 
  - Carl Kreuger (1914–1989)
  - Britta Krueger (1916–1918)
  - Disa Kreuger (1920–2012), gift Eklund
  - Inga Kreuger (1922–2016), gift Wennergren
- I tredje äktenskapet med Diana Blanchefleur Hedberg
  - Björn Kreuger (1943–1999)
  - Sten Kreuger (född 1944)
  - John Kreuger (född 1945)

## Bilder: Familjen Kreuger

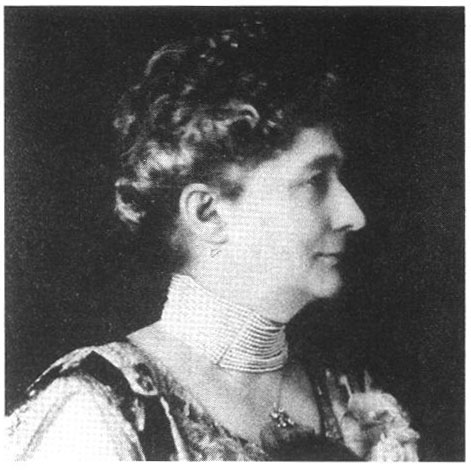
Jenny Emelie Kreuger (1856–1949). Foto: 1926.
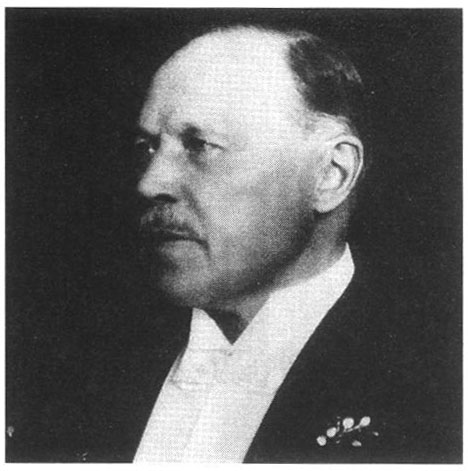
Ernst August Kreuger (1852–1946). Foto: 1926.
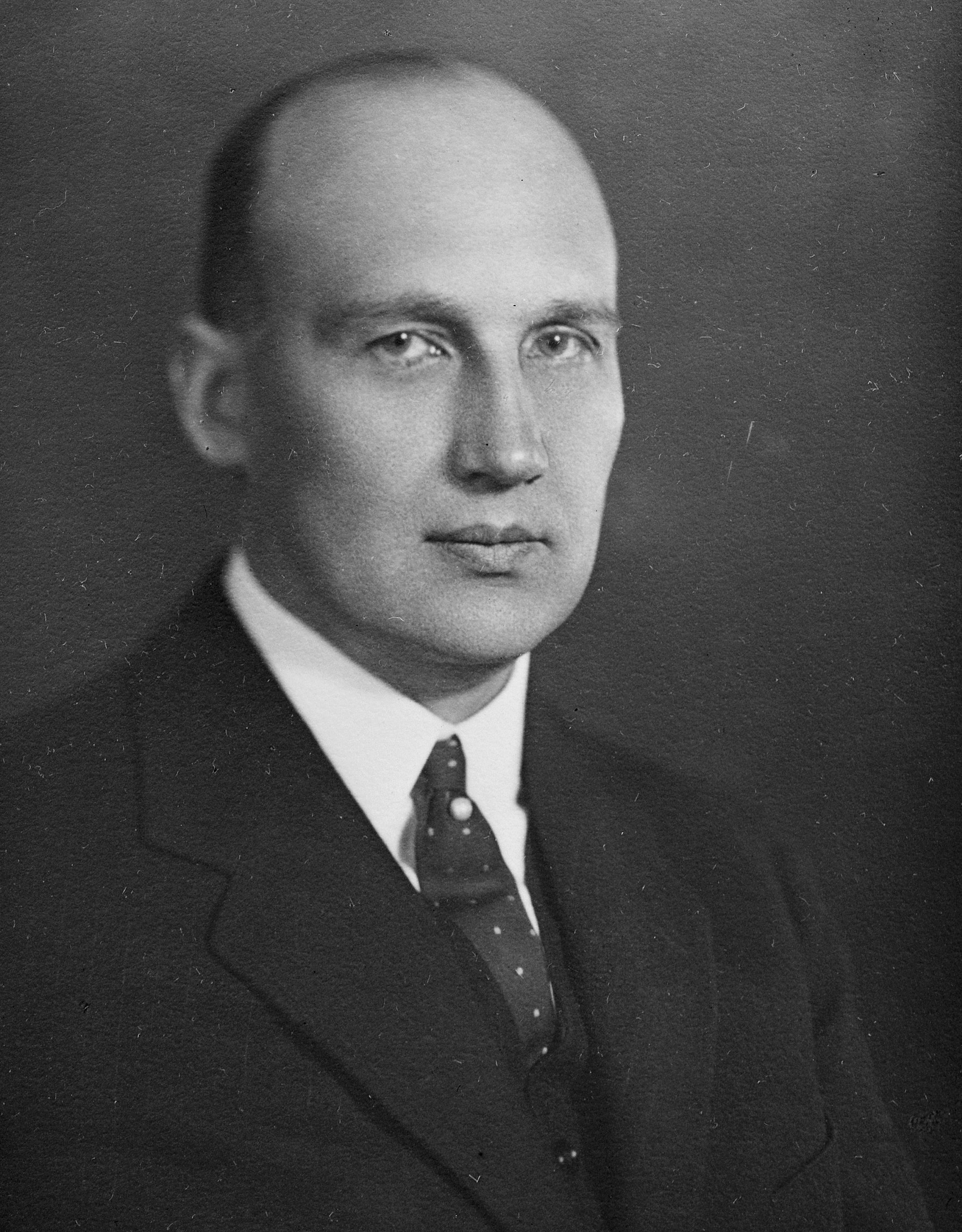
Ivar Kreuger (1880–1932)
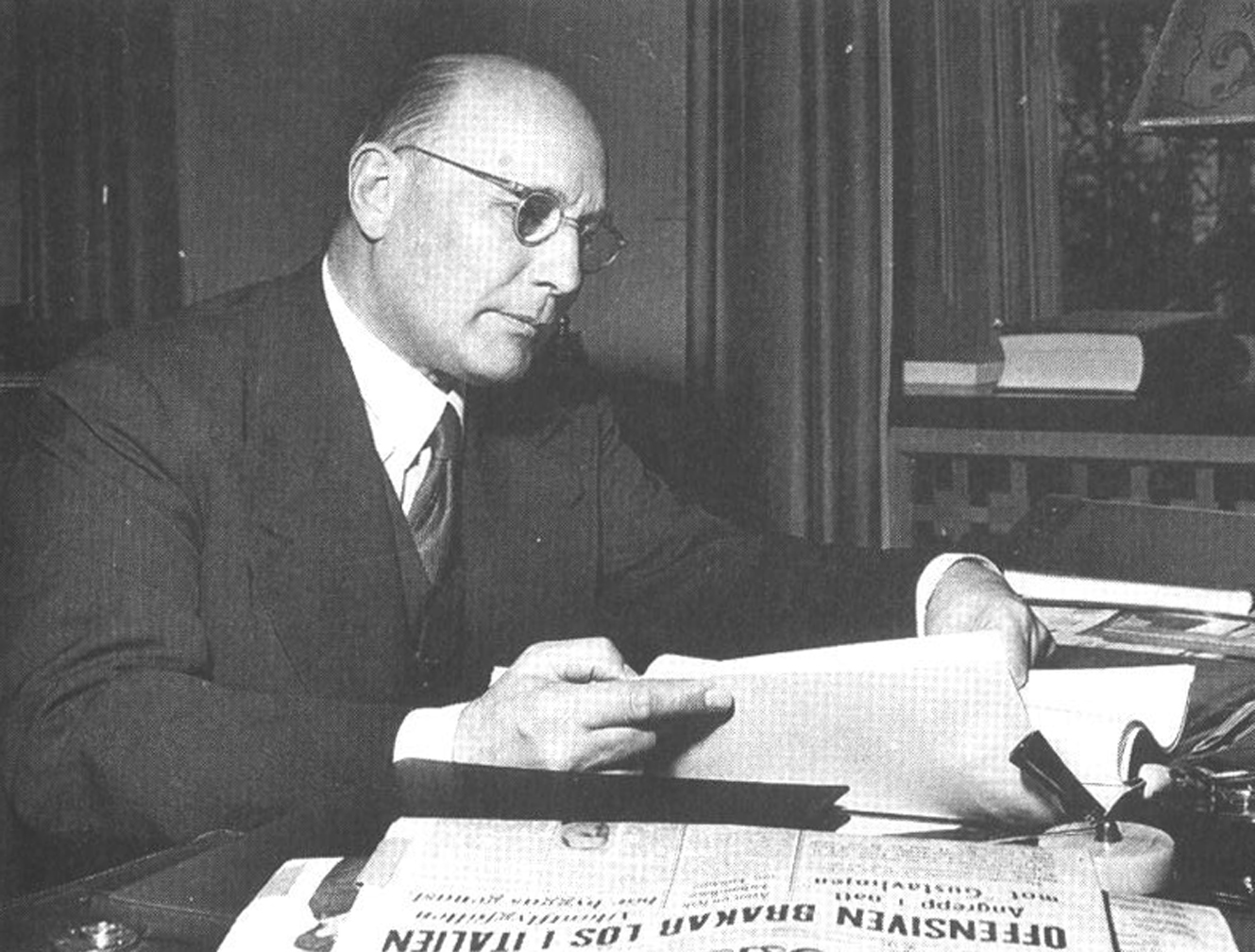
Torsten Kreuger (1884–1973)
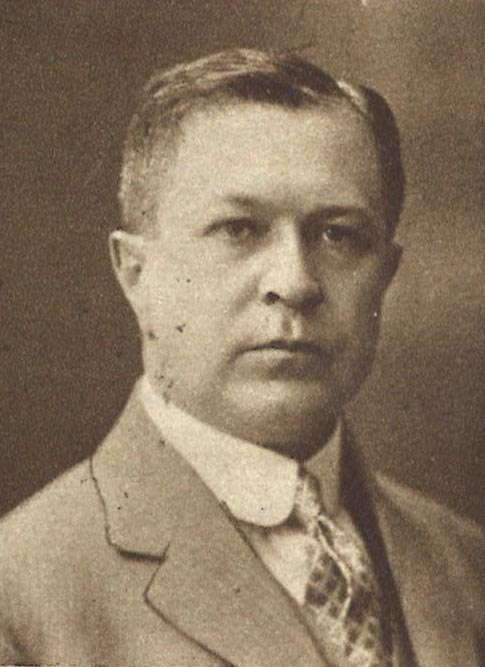
Bankdirektör Erik Kreüger, son till Oscar Lorentz Kreuger.
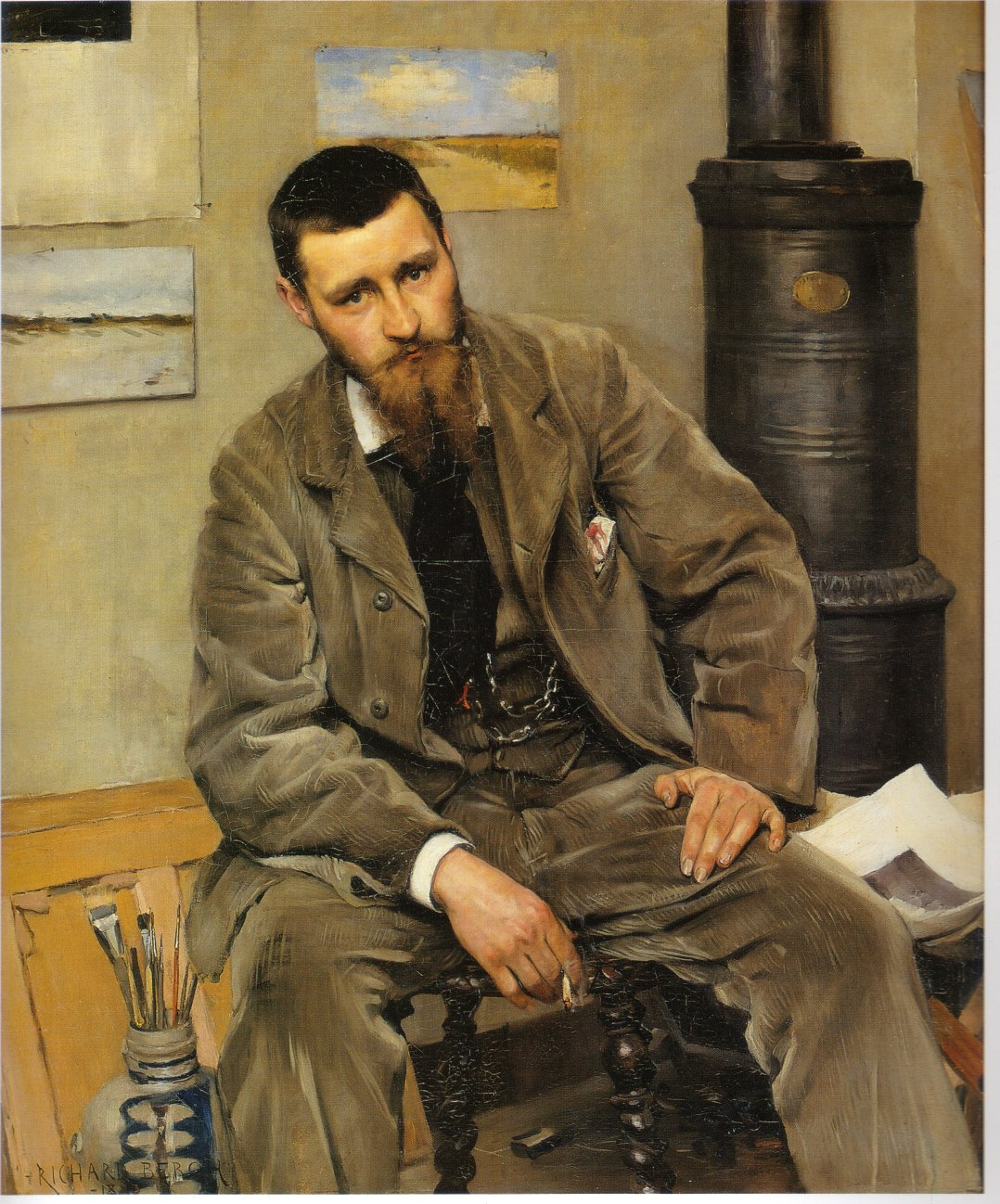
Nils Kreuger (1858–1930)

## Bildgalleri - Familjen Kreugers tändsticksfabriker i urval

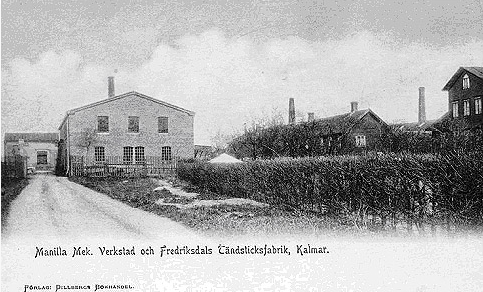
Fredriksdahls Tändsticksfabrik i Kalmar. Träbyggnaden till höger på bild. Denna första fabrik ersattes in på 1900-talet av en ny fabrik. Fredriksdahlsfabriken lades ner 1924. Foto från omkring 1880.
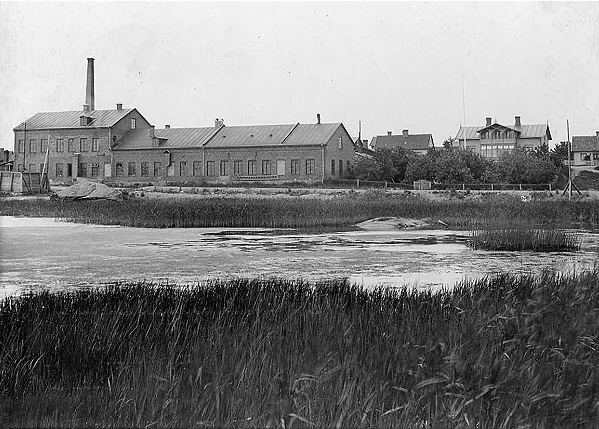
Mönsterås Tändsticksfabrik norr om Kalmar. Fabriken lades ner 1967. Foto  från omkring 1900.
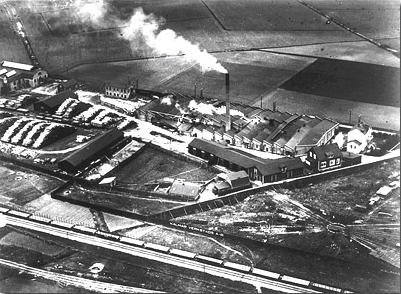
Kalmar Tändsticksfabrik i Kalmar. Det stora lagret av aspvirke syns till vänster i bild. Fabriken lades ner 1967. Foto från omkring 1930.
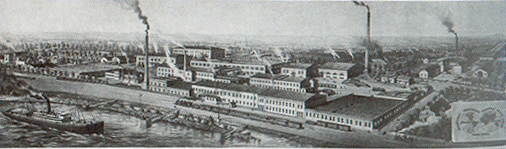
Jönköpings Tändsticksfabrik, som med Kalmarfabrikerna från 1917 utgjorde grunden i Sverige för Ivar Kreugers tändsticksimperium. Foto från omkring 1910.

## Kreugers familjegrav

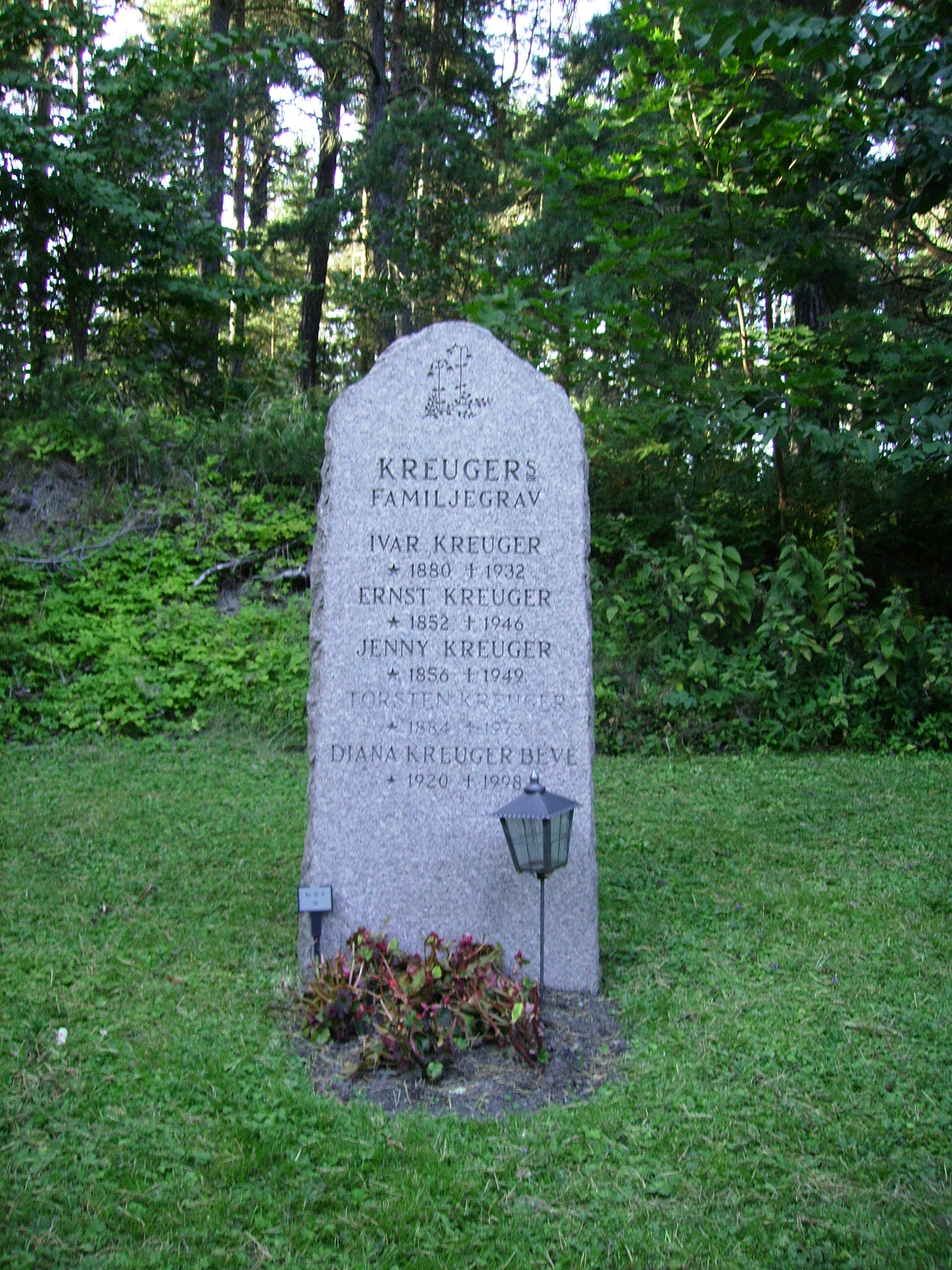
Kreugers familjegrav på Norra begravningsplatsen.

I Kreugers familjegrav på Norra begravningsplatsen i Stockholm vilar följande personer:
- Ivar Kreuger
- Ernst Kreuger
- Jenny Kreuger
- Torsten Kreuger
- Diana Kreuger